# Station Cauquillous
Station Cauquillous is een spoorwegstation in de Franse gemeente Lavaur. Het station is gelegen aan de spoorlijn Montauban-Ville-Bourbon - La Crémade.
Het wordt bediend door treinen van de TER Occitanie.